# Тјурингов тест
Тјурингов тест је предлог теста машинске способности да демонстрира интелигенцију, еквивалентну или неразлучиву од људске. Алан Тјуринг га је описао 1950. у раду Рачунске машине и интелигенција. Тест се спроводи на следећи начин: људски судија се упушта у конверзацију природним језиком са једним човеком и једном машином, а оба саговорника покушавају да се представе као људи. Ако судија не може са сигурношћу да одреди који саговорник је човек а који машина, онда је машина прошла тест. Како би тест био једноставан и универзалан (да би се експлицитно тестирала лингвистичка способност машине а не њена способност генерисања гласа), конверзација се обично одвија неким каналом за пренос текста, као што је телепринтер који је Тјуринг предложио, или у данашње време IRC или неки други сервис за разговарање преко интернета.
Откако је Тјуринг први пут представио свој тест, показало се да је веома утицајан, али и широко критикован, а постао је важан концепт у филозофији вештачке интелигенције.